# Internationale Messe Plowdiw

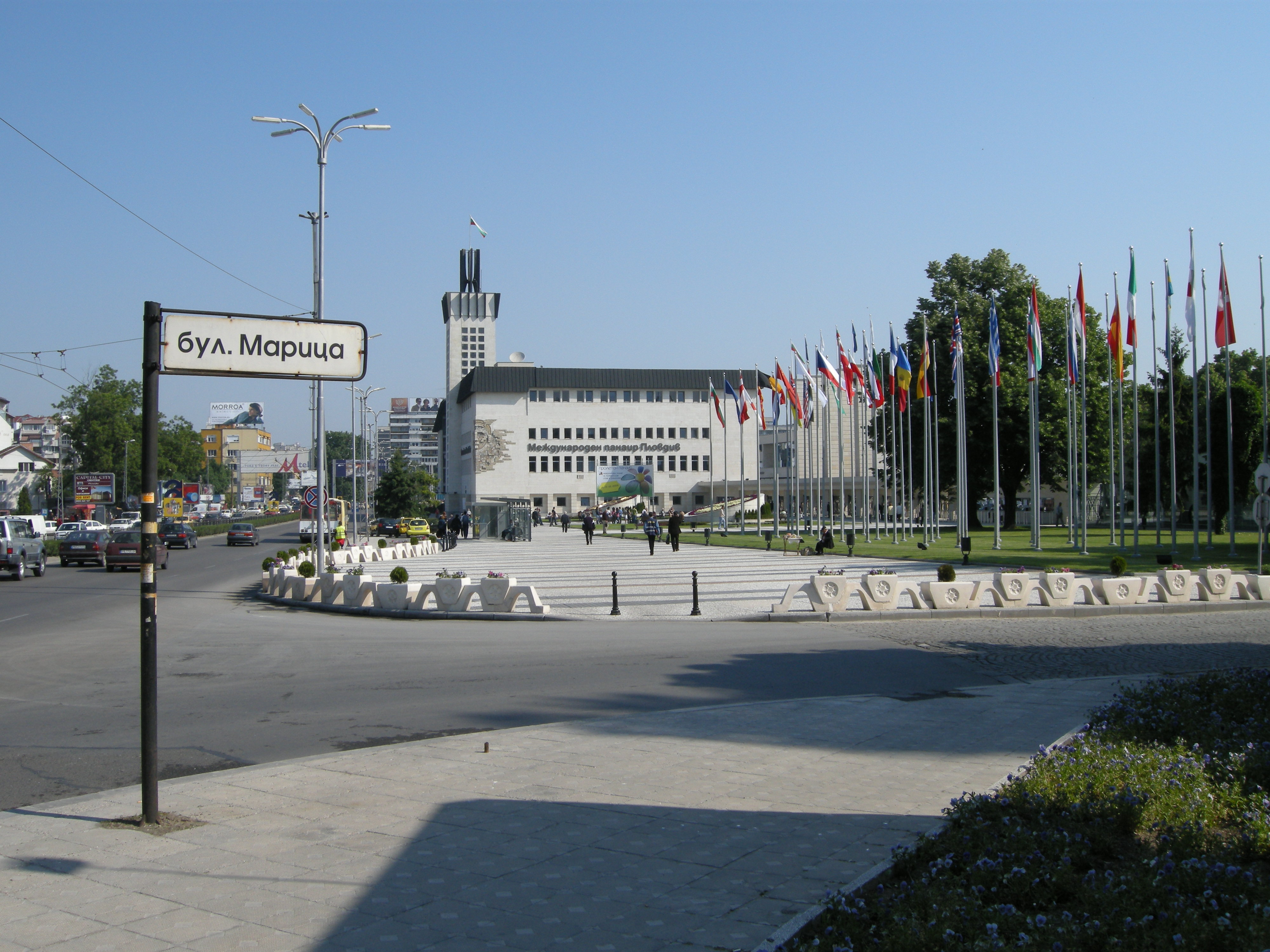
Eingang der Messe am Bul. Mariza

Die Internationale Messe Plowdiw (bulgarisch Международен панаир Пловдив) ist die älteste internationale Messe in Bulgarien und die größte Südosteuropas. Sie fand zum ersten Mal im August 1892 als Industrie- und Landwirtschaftsausstellung statt.